# Stevrek
Stevrek (bulgariska: Стеврек) är ett distrikt i Bulgarien.   Det ligger i kommunen Obsjtina Antonovo och regionen Tărgovisjte, i den centrala delen av landet, 230 km öster om huvudstaden Sofia.